# Карл-Гайнц Вортман
Карл-Гайнц Вортман (нім. Karl-Heinz Worthmann; 18 січня 1911, Гаґен — 6 липня 1943, Бєлгород) — німецький офіцер Ваффен-СС, унтерштурмфюрер СС, танкіст-ас, кавалер Лицарського хреста Залізного хреста.

## Ранні роки
Карл-Гайнц Вортман народився 18 січня 1911 року в місті Гаґен.
У 1938 року Вортман поступив до Частин посилення СС, де він швидко піднявся по службових сходах і в 1939 році став командиром відділення.

## Друга світова війна
Вортман брав участь у битві за Францію як командир піхотного взводу і був нагороджений Залізним хрестом 2-го і 1-го класу.
Під час операції «Барбаросса» в 1941 році він був важко поранений і після свого одужання став командиром танку.
На початку 1943 року був командиром взводу в 6-й роті танкового полку СС «Дас Райх». Під час третьої битви за Харків взвод Гауптшарфюрера СС Вортмана знищив 27 протитанкових гармат і 2 піхотних знаряддя. За свої дії під час цієї битви Вортман був нагороджений Лицарським хрестом Залізного хреста 31 березня 1943 року.
В червні 1943 року стає командиром 6-ї роти в танковому полку СС «Дас Райх». Карл-Гайнц Вортман був вбитий в бою під час операції «Цитадель» 6 липня 1943 року.

## Звання
- Шарфюрер СС (1939)
- Гауптшарфюрер СС (10 січня 1943)
- Унтерштурмфюрер СС (20 квітня 1943)

## Нагороди
- Залізний хрест (1939)
  - 2-го класу (19 липня 1940)
  - 1-го класу (18 серпня 1940)
- Медаль «За зимову кампанію на Сході 1941/42»
- Знак «За поранення» в сріблі
- Лицарський хрест Залізного хреста (31 березня 1943) як гауптшарфюрер СС і командир взводу в 6-й роті танкового полку СС «Дас Райх»